# ابیسینیا، بخش کوسیرزینا
ابیسینیا، بخش کوسیرزینا (به لاتین: Abisynia, Kościerzyna County) در لهستان است که در pomeranian voivodeship واقع شده‌است.